# Watansa
Watansa ist eine kleine Insel der Banks-Inseln im Norden des pazifischen Inselstaates Vanuatu.

## Geographie
Das kleine, längliche Motu liegt am Südrand des Rowa-Atolls. Nur durch einen schmalen Kanal ist sie von der nördlichen Schwesterinsel Enwut getrennt.
Im Osten schließt sich zusammen mit weiteren winzigen und namenlosen Motu Lomeur an.